# Фибигия
Фибигия (лат. Fibigia) — род растений семейства Капустные (Brassicaceae).
Род назван в честь немецкого естествоиспытателя, профессора в Майнце Иоганна Фибига (нем. Johann Fibig (Fiebig), 1758—1792).

## Ботаническое описание
Многолетние травянистые растения или полукустарники. Листья цельные.
Чашелистики прямостоячие, боковые — мешковидные при основании. Лепестки белые или жёлтые, цельные. Тычинки свободные, без зубцов, или короткие с одним зубцом. По обе стороны коротких тычинок по одной треугольной медовой желёзке. Завязь сидячая. Столбик явственный. Рыльце коротко-двулопастное. Плод — раскрывающийся, эллиптический или круглый, со спинок сплюснутый крупный стручочек; створки плоские, большей частью без жилок. Семена плоские, часто с кожистым крылом. Семядоли плоские; зародыш краекорешковый.

## Виды
Род включает 13 видов:
- Fibigia clypeata (L.) Medik. typus — Фибигия щитовидная
- Fibigia compacta Rech.f.
- Fibigia eriocarpa (DC.) Boiss. — Фибигия мохнатоплодная
- Fibigia heterophylla Rech.f.
- Fibigia lunarioides (Willd.) Sweet
- Fibigia macrocarpa (Boiss.) Boiss. — Фибигия ширококрылая
- Fibigia membranacea Rech.f.
- Fibigia multicaulis (Boiss. & Hohen.) Boiss.
- Fibigia pendula (Boiss.) Boiss.
- Fibigia suffruticosa (Vent.) Sweet — Фибигия полукустарниковая
- Fibigia thesigeri Rech.f.
- Fibigia triquetra (DC.) Boiss. ex Prantl
- Fibigia umbellata (Boiss.) Boiss.